# Death Dealers
Albums de Adept
Another Year of Disaster
(2009) Silence the World
(2013)
Death Dealers est le second album du groupe suédois  Adept, sorti le 4 mars 2011.

## Titres
| No  | Titre                              | Durée |
| --- | ---------------------------------- | ----- |
| 1.  | First Round, First Minute          | 3:48  |
| 2.  | The Lost Boys                      | 3:59  |
| 3.  | No Guts, No Glory                  | 3:34  |
| 4.  | This Could Be Home                 | 3:41  |
| 5.  | At World's End                     | 4:21  |
| 6.  | By The Wrath Of Akakabuto          | 0:49  |
| 7.  | If I'm A Failure, You're A Tragedy | 3:00  |
| 8.  | Hope                               | 2:49  |
| 9.  | Death Dealers                      | 3:23  |
| 10. | The Ivory Tower                    | 3:05  |
| 11. | From The Depths Of Hell            | 3:56  |
| 12. | This Ends Tonight                  | 6:17  |

## Sources
- (en) Cet article est partiellement ou en totalité issu de l’article de Wikipédia en anglais intitulé « Death Dealers (album) » (voir la liste des auteurs).